# Марковский, Александр Павлович
 Александр Павлович Марковский (1900—1988) — советский учёный-геолог и организатор науки, доктор геолого-минералогических наук, профессор. Заслуженный деятель науки и техники Таджикской ССР. Герой Социалистического Труда (1971).

## Биография
Родился 2 сентября 1900 года в городе Задонск, Российская империя. 
С 1918 года, в возрасте восемнадцати лет, был призван в ряды Рабоче-Крестьянской Красной армии, был направлен в действующую армию на фронт,  участник Гражданской войны.
С 1920 по 1925 год проходил обучение в Ленинградском горном институте. Проходя обучение в институте, с 1923 года параллельно начал свою трудовую деятельность во Всесоюзном научно-исследовательском геологическом институте. С 1932 по 1934 год был одним из участников Таджикско-Памирской экспедиции, сыгравшей ведущую роль в развитии исследований в области природных ресурсов Средней Азии.
С 1950 по 1963 год, в течение тринадцати лет, А. П. Марковский занимал должность заместителя директора Всесоюзного научно-исследовательского геологического института по научной работе. С 1963 по 1988 год возглавлял геологический сектор Всесоюзного научно-исследовательского геологического института. А. П. Марковский внёс значительный вклад в развитие геологической научной школы Средней Азии и в создание системы государственной геологической картографии Советского Союза. А. П. Марковский был одним из создателей первых геологических карт Таджикистана.
29 января 1949 года Указом Президиума Верховного Совета СССР «за выдающиеся достижения в труде» Александр Павлович Марковский был награждён Орденом Ленина.
20 апреля 1971 года Указом Президиума Верховного Совета СССР «за выдающиеся успехи в развитии геологоразведочных работ и разведке месторождений полезных ископаемых» Александр Павлович Марковский был удостоен звания Героя Социалистического Труда с вручением Ордена Ленина и золотой медали «Серп и Молот».
Помимо основной деятельности занимался и общественной работой: с 1955 по 1988 год был председателем Научно-редакционного совета Министерства геологии СССР,  членом Комиссии по геологической защите мира и членом Национального комитета геологов СССР. 
Скончался 17 октября 1988 года в Ленинграде. 

## Награды
- Медаль «Серп и Молот» (20.04.1971)
- Орден Ленина (29.01.1949, 20.04.1971)
- Орден «Знак Почёта» (14.01.1944)

### Звание
- Заслуженный деятель науки и техники Таджикской ССР.

## Память
- Имя А. П. Марковского было присвоено леднику в юго-западной части Памира[2]